# 리비아탄 멜빌레이
리비아탄 멜빌레이(Livyatan melvillei)는 신생대 마이오세에 해당되는 6500만년 전부터 1200만년 전까지 살았던 거대한 육식 향유고래이다. 몸길이는 13.5~17.5m이며, 이빨의 크기는 25cm~36.2cm 정도이다. 리비아탄이라는 이름은 구약 성경 욥기 제41장에 묘사된 바다의 괴물 레비아탄의 이름을 딴 것이고, 멜빌레이라는 이름은 《모비딕》에 나오는 고래와 모습이 비슷해서 《모비딕》의 작가인 허먼 멜빌의 성을 딴 것이다. 또 다른 포식자인 메갈로돈, 브리그모파이세터 무리와 경쟁 했을 것이다.